# Verlaufsprotokoll
Das Verlaufsprotokoll ist eine Form, eine Versammlung oder ein Ereignis zu protokollieren. Es eignet sich besonders zur knappen und sachlichen Zusammenfassung. Es wird meistens im Präsens verfasst, aber auch Präteritum ist möglich. Die Diskussionsbeiträge werden in indirekter Rede wiedergegeben. Ein als möglichst wortgetreues Gesprächsprotokoll angelegtes Verlaufsprotokoll wird (vor allem in der Seelsorge) als Verbatim bezeichnet.
Im Unterschied zum Ergebnisprotokoll werden die Inhalte der Reden und Diskussionen der Teilnehmer wiedergegeben, da nachvollziehbar bleiben soll, was in der Zusammenkunft behandelt wurde und wie sich die Teilnehmer äußerten. Im Gegensatz zum Wortprotokoll wird der Verlauf jedoch nur sinngemäß zusammengefasst, so dass der innere Aufbau und der Austausch von Argumenten sowie die gegebenenfalls gefundene Entscheidung vom Leser insgesamt nachvollzogen werden können. Der Gesprächsverlauf erscheint in einem solchen Protokoll daher verkürzt oder verdichtet; es lässt sich dann für das Protokoll ein „Verdichtungsfaktor“ angeben. Wenn z. B. eine einstündige Sitzung durch einen Protokolltext zusammengefasst wird, der einer Gesprächsdauer von einer Viertelstunde entspricht, so beträgt der Verdichtungsfaktor 4.
Ein Verlaufsprotokoll ist üblicherweise folgendermaßen gegliedert:
- Protokollkopf: Datum, Ort, Beginn, Ende, Teilnehmer als auch Abwesende
- Gegebenenfalls werden Tagesordnungspunkte (sogenannte TOPs) nummeriert aufgeführt
- Sachliche Wiedergabe der Sitzung, insbesondere auch etwaiger Beschlüsse sowie des Verlaufs, der zu diesen Beschlüssen führte (z. B. durch eine Abstimmung)
- Unterschrift des Protokollführers sowie des Vorsitzenden
- Gegebenenfalls der Verteiler
- Werden Anlagen beigefügt, sind diese genau zu benennen

## Einzelbelege
1. ↑  Hans Christoph Piper: Gesprächsanalysen. Vandenhoeck & Ruprecht, Göttingen 1973.
2. ↑  Siehe Franz Graf-Stuhlhofer in der Zeitschrift Österreich in Geschichte und Literatur 50 (2006) S. 119f.
3. ↑  Etwa 120 gesprochene Wörter entsprechen einer Minute.